# Metropolitan Tabernacle

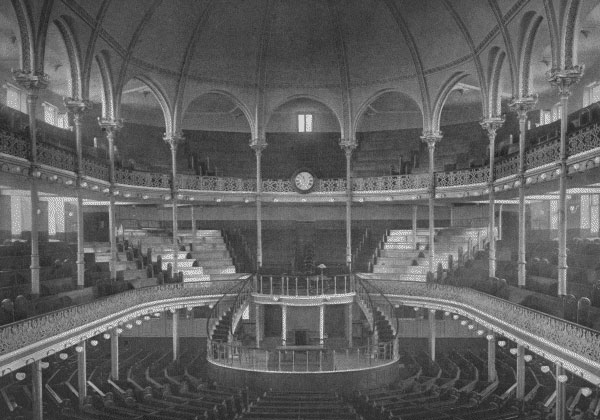
Interieur van de originele Metropolitan Tabernacle

De Metropolitan Tabernacle is een kerkgebouw in het zuiden van Londen, vlak bij het metrostation Elephant and Castle. De geschiedenis van de kerk gaat terug naar 1688. Met de overkomst van de 20-jarige predikant Charles Spurgeon in 1854 treedt een periode van groei aan. De kerk wordt al snel te klein en op 18 maart 1861 wordt de Metropolitan Tabernacle geopend. Het gebouw telde 4.600 zitplaatsen, in die dagen de grootste kerk ter wereld naar het aantal zitplaatsen. In 1891, een jaar voor het overlijden van Spurgeon telde de gemeente telt in 5.311 leden. In 1898 brandt het gebouw volledig af. De voorgevel blijft als enige van het gebouw staan. De kerk wordt herbouwd, maar het aantal zitplaatsen wordt terug gebracht naar 2.703.
De herbouwde Tabernacle wordt in 1941 verwoest tijdens Duitse bombardementen in de Tweede Wereldoorlog. Na de oorlog wordt de Tabernacle opnieuw herbouwd in 1957, maar dan kleiner.

## Predikanten van de gemeente
- William Rider, 1653–1665
- Benjamin Keach, 1668–1704
- Benjamin Stinton, 1704–1718
- John Gill, 1720–1771
- John Rippon, 1773–1836
- Joseph Angus, 1837–1839
- James Smith, 1841–1850
- William Walters, 1851–1853
- Charles Spurgeon, 1854–1892
- Thomas Spurgeon, 1893–1908
- Archibald G. Brown, 1908–1911
- Amzi Dixon, 1911–1919
- Harry Tydeman Chilvers, 1919–1935
- Dr. W Graham Scroggie, 1938–1943
- W G Channon, 1944–1949
- Gerald B Griffiths, 1951–1954
- Eric W Hayden, 1956–1962
- Dennis Pascoe, 1963–1969
- Peter Masters, 1970–heden